# Tachanun

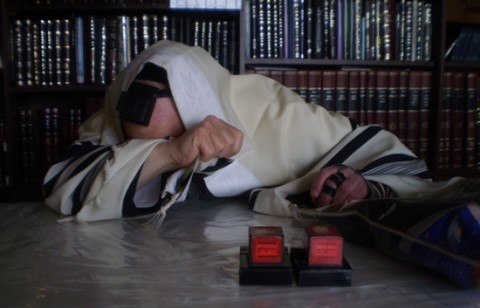
Ebreo ortodosso che prega Tachanun

Tachanun o Taḥanun (ebraico:  תחנון "Supplica"), chiamata anche nefillat apayim ("cadere con la faccia avanti", prostrarsi), è una preghiera ebraica che fa parte del servizio liturgico mattutino (Shacharit) e pomeridiano (Mincha), dopo la recitazione della Amidah, parte centrale dei servizi di preghiera quotidiani. Viene omessa di Shabbat, durante le Festività ebraiche e in diverse altre occasioni (per es., in presenza di uno sposo il giorno del suo matrimonio sino ai sette giorni dopo, o in presenza di un Mohel, di un Sandak, di un Bar Mizvah fatto nel giorno del suo compleanno o in occasiome di un pasto celebrativo per la conclusione di un trattato del Talmud). La maggioranza delle tradizioni recitano una preghiera più lunga i lunedì e i giovedì.

## Composizione
Tutti i giorni, eccetto i lunedì e giovedì (giorni in cui si legge la Torah in sinagoga), il Tachanun comprende tre (in alcune comunità due) paragrafi brevi. Nella maggioranza delle sinagoghe ashkenazite il Tachanun inizia coi versi introduttivi del Libro di Samuele II 24:14 e poi continua col Salmo 6:2-11, che Re David compose - secondo le fonti tradizionali - mentre era ammalato e sofferente. Alla presenza dello scrollo della  Torah questo primo paragrafo viene letto con la testa appoggiata sul dorso della mano sinistra o sulla manica (sulla destra quando si indossono i tefillin a sinistra) secondo lo Shulchan Aruch, Orach Chayim 131:1-2). Il secondo paragrafo, "שומר ישראל" ("Guardiano di Israele") si recita seduti ma eretti (alcune comunità lo recitano solo nei giorni del digiuno (Ta'anit). Dopo questo punto e a seguito delle parole "va'anachnu lo neida" è usanza in molte comunità alzarsi e recitare il resto stando in piedi. Tachanun viene seguito invariabilmente da "metà kaddish" la mattina e dal "kaddish completo" il pomeriggio.
Lunedì e giovedì si recita una preghiera più lunga cominciando coi Salmi Salmi78:38, detti prima (o dopo, secondo le usanze) del Tachanun corto. Si recita in piedi. La lunghezza di questa preghiera varia a seconda delle comunità. Le comunità ashkenazite hanno il testo più lungo; quello dei chassidim e dei sefarditi è più breve ma simile; nelle comunità italiane si usa il testo più corto di tutti e comincia non coi salmi, ma con Daniele 9:15.

## Giorni in cui si omette Tachanun
Tachanun, anche Selichot, Viddui e Teshuvah in genere, vengono omessi dalle preghiere dello Shabbat, da tutte le principali Festività ebraiche (inclusi Chol HaMoed, i giorni intermedi di Pesach e Sukkot), a Rosh Chodesh (luna nuova), Hanukkah e Purim poiché questi sono giorni di natura festiva e recitare Tachanun, che ha qualche connotazione luttuosa, non sarebbe opportuno.
Segue una lista di tutti quegli altri giorni, "feste minori", quando il Tachanun è escluso dalle preghiere. Tachanun è tipicamente omesso anche dalle preghiere di Minchah del precedente pomeriggio, se non indicato diversamente:
| 9           | Tishri | Giorno prima del Yom Kippur (ma non a minchah del giorno prima)                                                                  |
| 11–14       | Tishri | I giorni tra Yom Kippur e Sukkot                                                                                                 |
| 24–29       | Tishri | Da dopo Simchat Torah fino alla conclusione del mese (usanza non universale)                                                     |
| 2           | Shevat | (Giorno in cui un incendio bruciò quasi tutto il Ghetto di Roma, ma la comunità miracolosamente si salvò. Usanza non universale) |
| 15          | Shevat | Tu BiShvat, Anno Nuovo degli Alberi                                                                                              |
| 14–15       | Adar I | Purim Katan e Shushan Purim Katan                                                                                                |
| 15          | Adar   | Shushan Purim |
| Mese intero | Nisan  | |
| 14          | Iyar   | Pesach Sheni (ma non la mincha del giorno prima; tradizione non universale)                                                      |
| 18          | Iyar   | Lag Ba'omer |
| 1–5         | Sivan  | Inizio del mese fino a Shavuot                                                                                                   |
| 8–12        | Sivan  | (Isru chag e la settimana compensatoria per l'offerta al Tempio di Gerusalemme dopo Shavuot; non usanza universale)              |
| 9           | Av     | Tisha b'Av |
| 15          | Av     | Tu B'Av |
| 29          | Elul   | Giorno prima di Rosh Hashanah (ma non a minchah del giorno prima né per le Selichot la mattina presto)                           |